# Kriegserklärung

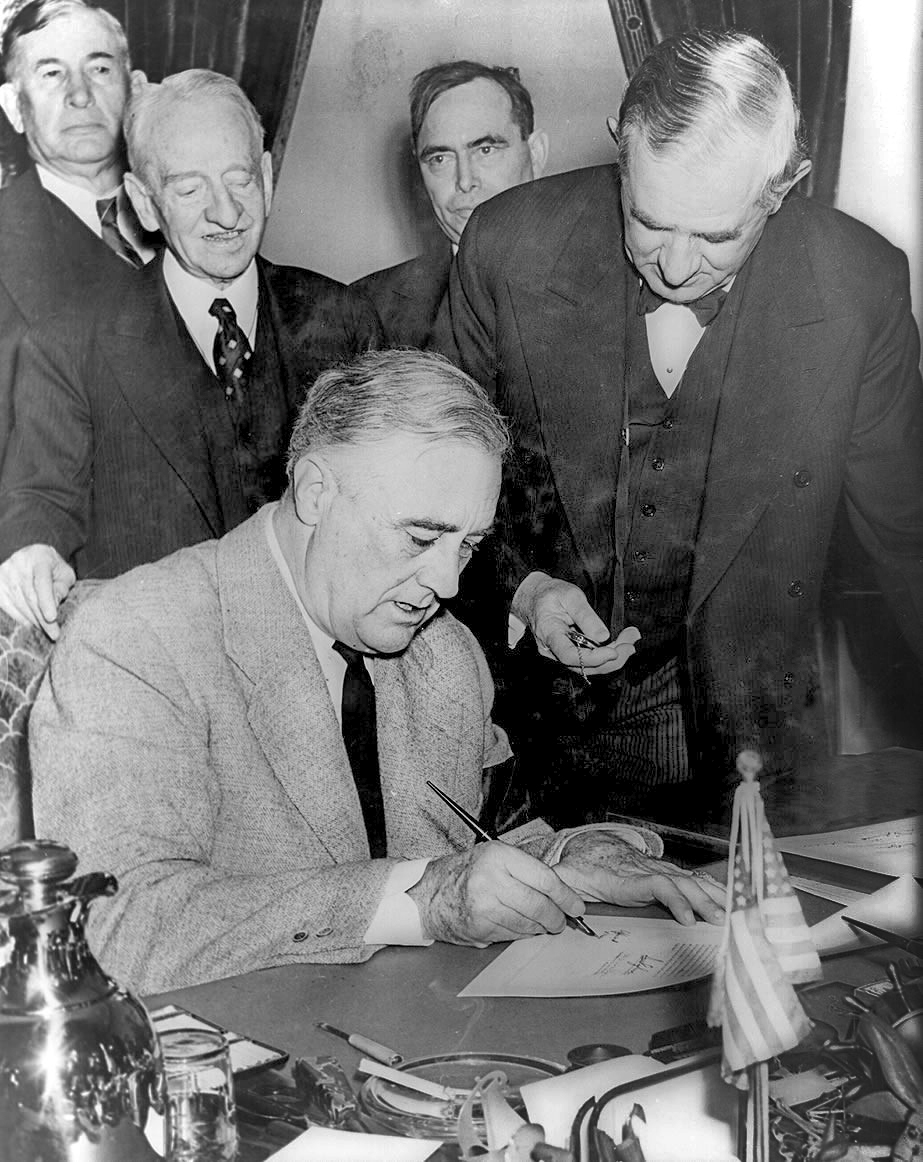
US-Präsident Franklin D. Roosevelt unterschreibt am 11. Dezember 1941 die Kriegserklärung an das Deutsche Reich.

Bei der Kriegserklärung handelte es sich nach klassischem Völkerrecht um eine einseitige, formlose Willenserklärung an die gegnerische Kriegspartei, die den Eintritt des Kriegszustandes ankündigt.
Eine Kriegserklärung wurde einem Staat von einem anderen vor Aufnahme der Feindseligkeiten zugestellt, wenn letzterer seine Interessen bedroht oder seine Existenz gefährdet sah und keine diplomatische Lösung in Aussicht stand. Auch durch seine Bündnisverpflichtungen konnte sich ein Staat gezwungen sehen, eine Kriegserklärung gegen einen anderen auszusprechen.
Da mit der Kriegserklärung die diplomatischen Mittel als ausgeschöpft anzusehen sind, brechen die Kontrahenten üblicherweise die diplomatischen Beziehungen mehr oder weniger abrupt ab.

## Geschichte
Eine Kriegserklärung ist eine Staatsaktion, die teilweise an bestimmte Formen gebunden war. In der römischen Königszeit und im republikanischen Rom wachte ein eigenes Priesterkollegium, die Fetialen, darüber, dass nicht durch ordnungswidrig geführte Kriege göttliches Recht verletzt wurde. Um die vorgeschriebene Form der Kriegserklärung zu wahren, war dem Kriegsgegner ein Ultimatum zu stellen, das von vier Priestern an der Landesgrenze, am Eingangstor und auf dem Marktplatz der Residenzstadt des feindlichen Machthabers in feierlicher Weise kundzumachen war. Durch den Anschlag des Ultimatums wurde eine mehrwöchige Frist in Gang gesetzt, innerhalb der die strittige Angelegenheit auf friedliche Weise beigelegt werden konnte. Wurde das Ultimatum nicht erfüllt, erhoben die Fetialen feierlichen Protest und kehrten in ihre Heimat zurück. Hierauf wurde der Krieg endgültig beschlossen. Nach der Beschlussfassung begaben sich die Fetialen wieder an die feindliche Grenze, um den Krieg unter den vorgeschriebenen geheiligten Zeremonien zu erklären. Unter der Ausrufung des Spruchs: „Bellum indico facioque“ („Krieg erkläre und unternehme ich“) schleuderten die Fetialen die Hasta fetialis, eine blutige, an der Spitze versengte oder mit Eisen beschlagene Lanze über die Grenze ins feindliche Land.
Diese feierliche Form der römischen Kriegserklärung hielt sich bis in die Kaiserzeit Roms. Später übernahmen Abgesandte des Feldherrn die eigentliche Kriegserklärung, aber der symbolische Akt des Schleuderns, das notwendige Erfordernis eines rechtsgültigen Krieges, blieb weiter den Priestern vorbehalten. Als die Römer den Krieg in immer fernere Länder trugen, warfen nunmehr die Fetialen in der Heimat ihren Speer über eine Säule, welche die Grenze des zu okkupierenden Landes symbolisierte. Mit dem Zurückdrängen des Einflusses der Priesterschaft verlor diese Zeremonie immer mehr an Bedeutung, sodass sie schließlich ganz außer Übung geriet. Die offizielle Kriegserklärung blieb jedoch nach dem römischen Recht stets notwendig: „(Staats-)Feinde sind diejenigen, die uns oder denen wir von Staats wegen den Krieg erklärt haben; die übrigen sind Wegelagerer oder Räuber.“
Im Mittelalter gehörte die Kriegserklärung zur ritterlichen Kriegsführung, aber sie war nicht mehr an bestimmte Formen gebunden. Ein Fürst, der einen Krieg begann, teilte seinem Gegner die Gründe mit, die ihn zu diesem Schritt bewogen. Idealtypisch erfolgte die Mitteilung durch einen Herold, der als Überbringer von Kriegserklärungen oder anderen gegnerischen Mitteilungen diplomatische Immunität genoss.
Die Kriegserklärung im Zeitalter des Dreißigjährigen Krieges war ein an die Öffentlichkeit gerichtetes Pamphlet, das entsprechend weit gestreut wurde. Die Erklärung, mit der Gustav Adolf von Schweden im Juli 1630 seine Intervention in den Dreißigjährigen Krieg ankündigte, wurde in fünf Sprachen und 23 Auflagen verbreitet.
In der Zeit von 1700 bis 1970 wurden kaum mehr Kriegserklärungen ausgesprochen. Nach einer Auswertung wurden in dieser Zeit 107 Kriege unerklärt und nicht mehr als 10 erklärt geführt. Im preußisch-österreichischen Krieg von 1866 sprachen weder Preußen noch Österreich offiziell Kriegserklärungen aus. Stattdessen tauschten preußische und österreichische Parlamentäre am 19. bzw. 21. Juni Notifikationen aus, aus denen hervorging, dass sich beide Staaten nun im Kriegszustand befanden.
Der Deutsch-Französische Krieg von 1870 wurde durch die Kriegserklärung Kaiser Napoleons III. vom 19. Juli 1870 eingeleitet. Zu diesem Zeitpunkt hatten bereits große Teile der deutschen Truppen mobilgemacht (In Bayern hatte die Mobilisierung der Truppen bereits am 15. Juli, in Preußen einen Tag später, am 16. des Monats begonnen). Die eigentlichen Kampfhandlungen begannen mit einem französischen Vorstoß auf deutsches Territorium am 2. August 1870, somit zwei Wochen nach der Kriegserklärung. Dennoch traf der Aufmarsch der deutschen Truppen die französische Armee zum Teil unvorbereitet. Einer der Gründe dafür, dass der Krieg für Frankreich in einem Desaster endete, war vermutlich auch die verfrühte Kriegserklärung, zu der sich Napoleon durch das provokante Verhalten Bismarcks hatte verleiten lassen.
Der Erste Weltkrieg begann mit der Kriegserklärung Österreich-Ungarns an Serbien am 28. Juli 1914. Dieser Erklärung war am 23. Juli ein Ultimatum vorausgegangen, in dem die österreichische Regierung wegen der Ermordung des Thronfolgers Erzherzog Franz Ferdinand von den Serben die Durchführung einer gerichtlichen Untersuchung unter Mitwirkung von österreichischen Amtsorganen einforderte. Die nach dem Verstreichen des Ultimatums an Serbien gerichtete Kriegserklärung ließ ein kompliziertes Bündnissystem in Kraft treten: Am 31. Juli 1914 begannen Österreich-Ungarn und Russland mit der Generalmobilmachung. Deutschland erklärte am 1. August 1914 Russland und am 3. August 1914 Frankreich den Krieg und drang mit seinen Truppen in das neutrale Belgien ein. Am folgenden Tag kam es zur Kriegserklärung Großbritanniens an Deutschland. Die österreichisch-ungarische Kriegserklärung gegenüber Russland erfolgte am 6. August 1914; Montenegro hatte bereits einen Tag vorher Österreich-Ungarn den Krieg erklärt. Am 11. August erklärte Frankreich und am Tag darauf Großbritannien Österreich-Ungarn den Krieg, weitere Staaten folgten. Italien berief sich auf die Satzung des Dreibundvertrags, wonach es nur einem Defensivbündnis angehöre, und blieb vorerst neutral.
Seit dem Briand-Kellogg-Pakt von 1928, den bis Ende 1929 bereits 51 Staaten unterzeichnet hatten, ist Krieg völkerrechtlich geächtet, sodass förmliche Kriegserklärungen immer weniger vorkommen. Im modernen Völkerrecht ist jede Partei eines Krieges vielmehr bemüht, den Konfliktbeginn der anderen Partei zuzuschieben, den Beginn der Feindseligkeiten als Präventivschlag zum Schutz vor einer drohenden Aggression darzustellen oder übergeordnete Gesichtspunkte wie die Friedenserhaltung, den Schutz vor Massenvernichtungswaffen oder die Menschenrechte als Rechtfertigung heranzuziehen.
Im Zweiten Weltkrieg wurde der Krieg oft nur dann erklärt, wenn Kriegshandlungen nicht unmittelbar folgten. Die Kriegserklärung Deutschlands an die Vereinigten Staaten erfolgte 1941. Am Ende des Zweiten Weltkrieges erklärten auch fast alle lateinamerikanischen Staaten Deutschland den Krieg, ohne dass direkte Kriegshandlungen folgten.
Seit dem Genfer Abkommen von 1949 werden im Hinblick auf die Anwendbarkeit des humanitären Völkerrechts im Kriegsfall formelle Kriegserklärungen vermieden.

## Kriegsrecht
Eine Kriegserklärung gilt bei einigen Völkerrechtlern schon als ausreichender Beweis für den Kriegszustand, d. h. die Gesetze des Krieges gelten nach dem Kriegsvölkerrecht schon nach einseitiger Kriegserklärung (bei „unerklärten Kriegen“ ist der Nachweis eines Kriegszustandes schwieriger). Aus der Sicht der Wissenschaftlichen Dienste des Deutschen Bundestags bedarf es dagegen zweier Elemente: 1) des bewaffneten Kampfes zwischen Staaten oder Staatengruppen und 2) einer Kriegserklärung oder eines entsprechenden Ultimatums. Eine warnende Notifikation an neutrale Staaten ist üblich, aber unter der Haager Konvention zum Schutz von Kulturgut bei bewaffneten Konflikten von 1954 nicht notwendig, wenn der Kriegszustand allgemein bekannt ist.

## Völkerrechtliches Verfahren
Zum Verfahren einer Kriegserklärung muss das innerstaatliche Verfahren, welches durch die Verfassung geregelt oder festgeschrieben ist, von dem völkerrechtlichen getrennt gesehen werden. Mit der Kriegserklärung ist eine völkerrechtlich bindende Erklärung nach außen, d. h. an andere Völkerrechtssubjekte gerichtete Mitteilung gemeint, die die Erklärung des Kriegszustandes zwischen den beteiligten Staaten zum Gegenstand hat. Für die Form der Kriegserklärung ist das Haager Abkommen der Haager Friedenskonferenzen bindend:

„Artikel 1.
Die Vertragsmächte erkennen an, daß die Feindseligkeiten unter ihnen nicht beginnen dürfen ohne eine vorausgehende unzweideutige Benachrichtigung, die entweder die Form einer mit Gründen versehenen Kriegserklärung oder die eines Ultimatums mit bedingter Kriegserklärung haben muß.

Artikel 2.
Der Kriegszustand ist den neutralen Mächten unverzüglich anzuzeigen und wird für sie erst nach Eingang einer Anzeige wirksam, die auch auf telegraphischem Wege erfolgen kann. Jedoch können sich die neutralen Mächte auf das Ausbleiben der Anzeige nicht berufen, wenn unzweifelhaft feststeht, daß sie den Kriegszustand tatsächlich gekannt haben.

Artikel 3.
Der Artikel 1 dieses Abkommens wird wirksam im Falle eines Krieges zwischen zwei oder mehreren Vertragsmächten.
Der Artikel 2 ist verbindlich in den Beziehungen einer kriegführenden Vertragsmacht und den neutralen Mächten, die gleichfalls Vertragsmächte sind.“

Daraus ergibt sich, dass für die Aufnahme staatlicher Gewaltmaßnahmen die Kriegserklärung nicht zwingend notwendig ist. Die Kriegserklärung muss also nicht vor dem Ausbruch des Krieges abgegeben werden, um diesen zu legitimieren, sondern die Kriegserklärung stellt den bewaffneten Konflikt, sofern er bereits vor der Erklärung ausgebrochen ist, auf eine juristisch unzweideutige Grundlage. Demnach ist der Konflikt erst dann als ein Krieg zu betrachten, wenn zumindest eine der beiden kriegsführenden Parteien diesen zu einem Krieg erklärt hat und erst ab diesem Zeitpunkt ist das Verhältnis feindlich. Dazu muss dieser unzweideutig der anderen Seite mit Angabe des Casus Belli erklärt, oder in Form eines Ultimatums angezeigt werden. Ebenfalls muss allen neutralen Signaturstaaten des Haager Abkommens der Kriegszustand angezeigt werden. Allerdings sieht hier das Haager Abkommen neben der juristischen Kriegserklärung auch eine faktische vor. Eine Karenzzeit zwischen Kriegserklärung und Ausbruch des Krieges sieht das Abkommen nicht vor. Ebenso ist eine Kriegserklärung gegenüber natürlichen Personen nicht vorgesehen, wie etwa die Kriegserklärung gegen Napoleon durch die Alliierten bei seiner Herrschaft der Hundert Tage. Daher ist die Kriegserklärung eigentlich irrelevant zur Klärung der Kriegsschuldfrage. Die Kriegserklärung wird daher häufig vermieden, und der Krieg mit einem Euphemismus verbrämt, weil die Beendigung eines Krieges nur durch einen Friedensvertrag möglich wird, was andere Lösungsmöglichkeiten schwierig macht. Daher entwickeln sich viele Kriege aus der Neigung des Krieges zum Extrem, ohne dass der Krieg im juristischen Sinne dazu erklärt worden ist.

## Verfassungsrecht
Eine Kriegserklärung ist nur rechtswirksam, wenn sie von einem dazu innerstaatlich ermächtigten Akteur erfolgt.

### Deutschland
Da der Angriffskrieg nach Art. 26 Grundgesetz ausgeschlossen ist, kommt die Feststellung des Kriegszustandes bzw. des Verteidigungsfalles nach Art. 115a GG, wenn sie nach außen als Benachrichtigung gestellt wird, einer Kriegserklärung im Sinnes des Völkerrechtes gleich. Zum Verfahren siehe Verteidigungsfall (Deutschland).

### Frankreich
Das Initiativrecht zur Kriegserklärung hat nur der Staatspräsident Frankreichs, der auch Oberbefehlshaber der Truppen ist. Nach Art. 35 der französischen Verfassung muss das Parlament der Kriegserklärung jedoch zustimmen, damit diese wirksam wird.

### Österreich
In Österreich ist gemäß Art. 38 B-VG die Bundesversammlung für Kriegserklärungen zuständig. Diese sind gemäß Art. 40 Abs. 2 B-VG vom Bundeskanzler amtlich kundzumachen. Weitere Regelungen dazu existieren nicht, es wurde auch seitens Österreichs seit Bestehen des Bundes-Verfassungsgesetzes kein Krieg erklärt.

### Vereinigte Staaten
Nur der Kongress der Vereinigten Staaten ist zur Kriegserklärung ermächtigt. Seit dem Spanisch-Amerikanischen Krieg erfolgten alle Kriegserklärungen im gesetzgeberischen Rahmen der Joint Resolutions, um außenpolitische Einigkeit von Repräsentantenhaus, Senat und Präsident zu demonstrieren.